# Hagen Bernutz
Hagen Bernutz (* 3. November 1968 in Magdeburg) ist ein ehemaliger deutscher Radrennfahrer.

## Sportliche Laufbahn
Bernutz war Straßenradsportler. Er war in der DDR und nach der politischen Wende in der Bundesrepublik aktiv. Er war in mehreren traditionsreichen deutschen Eintagesrennen erfolgreich. 1991 gewann er die Harzrundfahrt vor André Hans, 1993 Rund um die Hainleite vor Enrico Poitschke, 1994 Rund um den Flughafen Köln-Bonn und 1995 Rund um Berlin vor Heiko Szonn. 1993 war er im Großen Diamant-Preis erfolgreich. 1996 gewann er Cottbus–Görlitz–Cottbus.
Bernutz begann als Leistungssportler mit dem Radsport beim ASK Frankfurt (Oder). Etappensiege gelangen ihm im Clásico RCN 1991 in Kolumbien, in der New Zeeland Post Tour 1993 und in der Niedersachsen-Rundfahrt 1994. Er bestritt 1987 die DDR-Rundfahrt und kam auf den 88. Gesamtrang, 1988 schied er aus. 1997 wurde er beim Sieg von Bart Bowen 6. der Japan-Rundfahrt.